# Comuna Sønderborg
Sønderborg (Sønderborg Kommune) este o comună din regiunea Syddanmark, Danemarca, cu o suprafață totală de 495,86 km².